# Edoeard Poeterbrot
Edoeard Moisejevitsj Poeterbrot (Russisch: Эдуард Моисеевич Путерброт) (Machatsjkala, 12 september 1940 - aldaar, 15 november 1993) was een Sovjet-Russisch kunstschilder en decorontwerper uit de republiek Dagestan.

## Biografie
Poeterbrot werd geboren in Machatsjkala, de hoofdstad van Dagestan. Zijn herkomst uit deze regio heeft veel invloed gehad op zijn werk als kunstenaar, waarin volksverhalen, legendes en tradities vaak een centraal thema spelen. 
Hij gebruikte verschillende stijlen en technieken en was niet bang ermee te experimenteren. Hij wist de balans te houden tussen oost en west en schilderde altijd voor de toeschouwer die hij als het ware wilde bedwelmen met zijn werk.
Poeterbrot was bijna twintig jaar lang hoofdontwerper voor het 'A.P. Salavatov Koemuks Muziek- en Dramatheater' en het 'Dagestan Russisch Gorki Dramatheater'. Verder hield hij zich ook bezig met schrijven.
Zijn werk werd in verschillende landen in het Oostblok geëxposeerd, zoals in de steden Machatsjkala, Moskou en Praag, en kwam ook in privécollecties erbuiten terecht, zoals in enkele Europese landen, de Verenigde Staten en Australië.

## Galerij

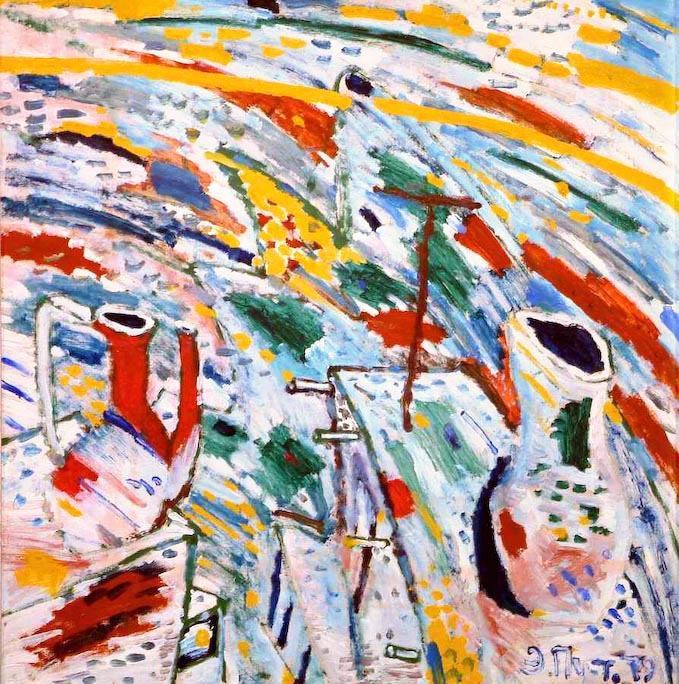
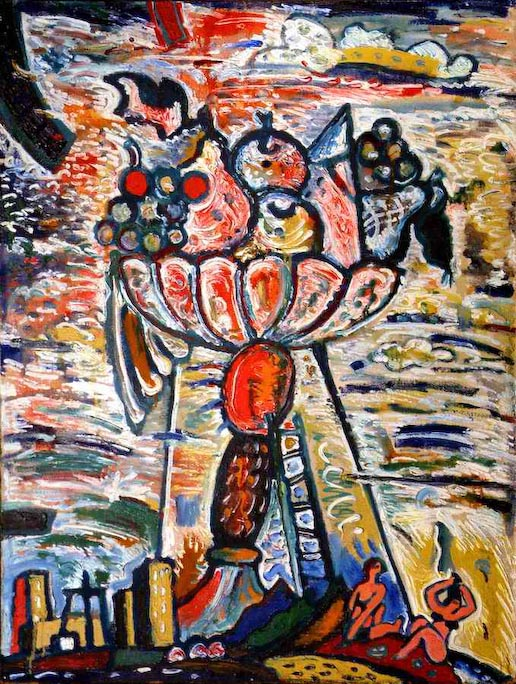
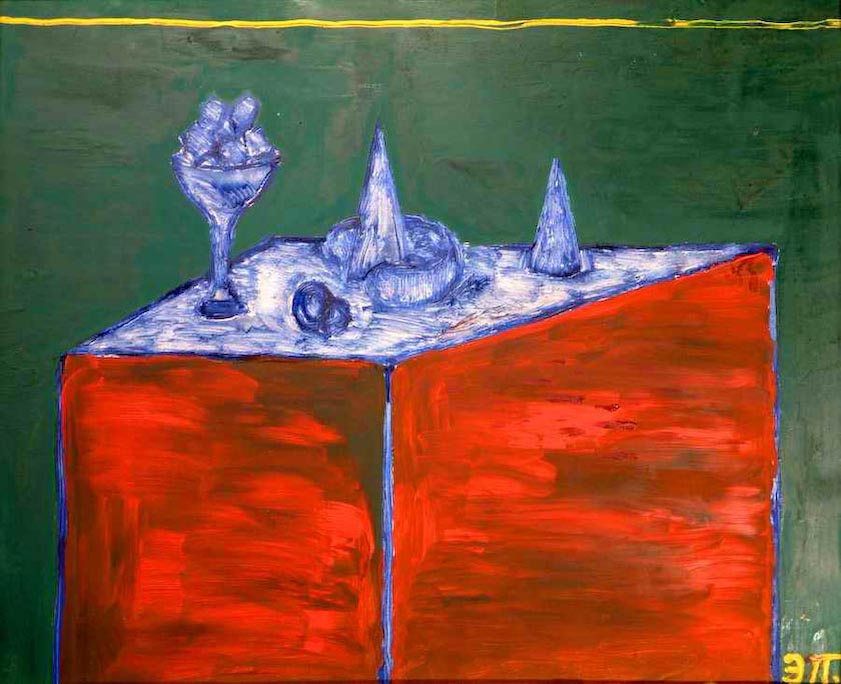

- Gemeinsame Normdatei: 1257272756
- International Standard Name Identifier: 0000 0003 9979 2310
- Library of Congress Control Number: no2013006974
- Virtual International Authority File: 295045439
- WorldCat: E39PBJkT7xc46pbtB79d6wdG73